# 4632 Udagawa
4632 Udagawa eller 1987 YB är en asteroid i huvudbältet, som upptäcktes den 17 december 1987 av den japanske amatörastronomen Takuo Kojima i Chiyoda. Den är uppkallad efter Tetsuo Udagawa.